# Utstenarna
Utstenarna este o arie protejată (arie specială de conservare — SAC, sit de importanță comunitară — SCI) din Suedia întinsă pe o suprafață de 25,3 ha, integral pe uscat.

## Localizare
Centrul sitului Utstenarna este situat la coordonatele 64°51′15″N 21°11′28″E / 64.8543°N 21.1911°E.

## Înființare
Situl Utstenarna a fost declarat sit de importanță comunitară în decembrie 1995 pentru a proteja un număr necunoscut de specii din flora spontană și fauna sălbatică aflate în arealul zonei. Situl a fost protejat și ca arie specială de conservare în martie 2011.

## Biodiversitate
Situată în ecoregiunile boreală și marină baltică, aria protejată conține 3 habitate naturale: Pășuni de coastă din Baltica boreală, Păduri naturale în etape succesive primare ale suprafețelor emergente de coastă, Taiga vestică.
La baza desemnării sitului se află un număr nedeclarat de specii protejate.